# Pinacoplus didymogramma
Pinacoplus didymogramma là một loài bướm đêm trong họ Noctuidae.